# كريس وايت (رجل أعمال)
كريس وايت (بالإنجليزية: Chris Wyatt)‏ هو شخصية أعمال أمريكي، ولد في 1957.